# Alfabetul chirilic moldovenesc

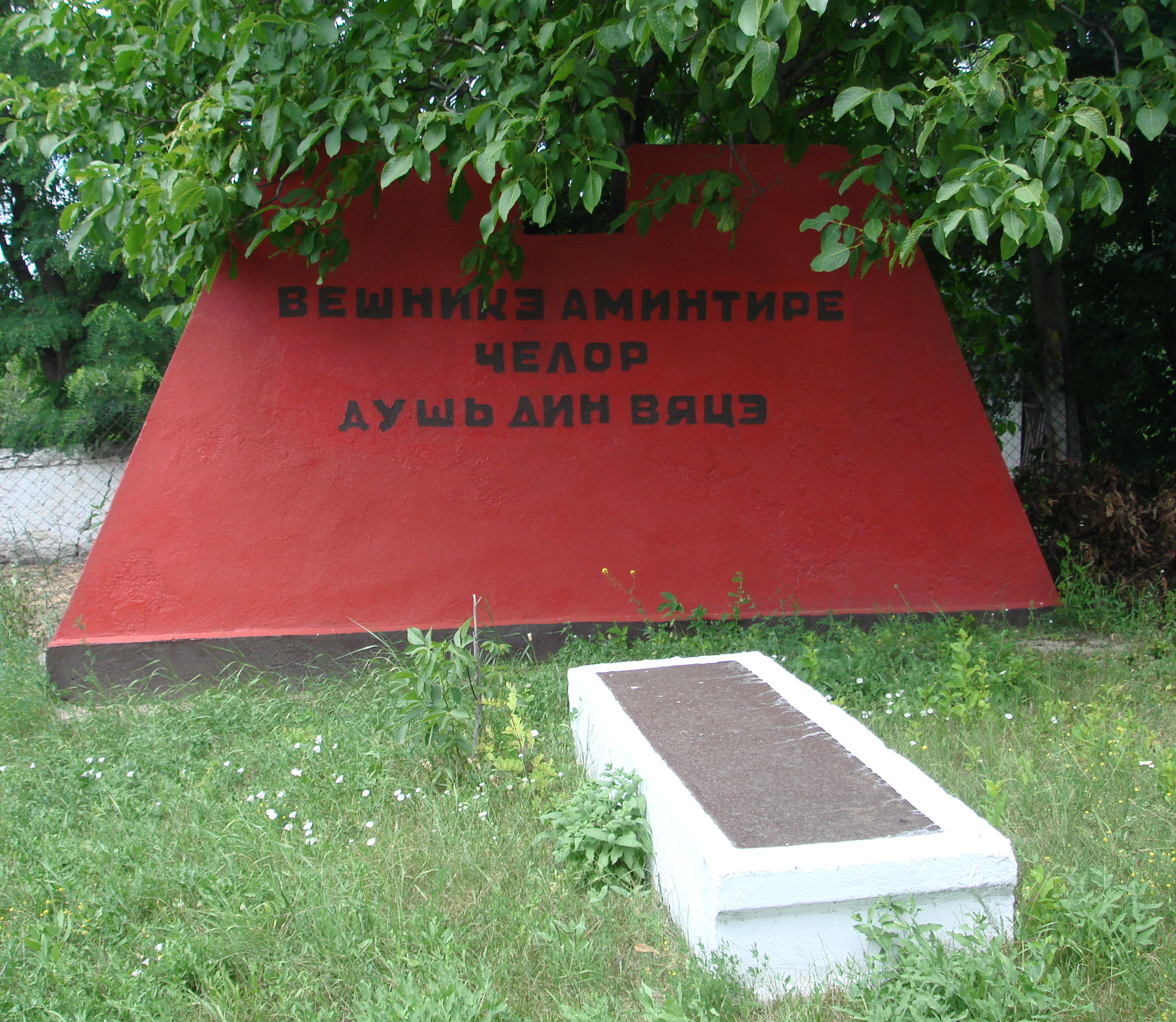
Inscripție în moldovenească chirilică la un memorial: „Veșnică amintire celor duși din viață”

Alfabetul chirilic moldovenesc a fost folosit în Republica Autonomă Sovietică Socialistă Moldovenească (RASSM) începând cu din 1924 (cu o întrerupere între 1932-1938) și, ulterior, în Republica Sovietică Socialistă Moldovenească (RSSM). Este folosit și azi în Republica Moldovenească Nistreană (Transnistria), unde autoritățile separatiste îi prigonesc pe cei care folosesc alfabetul latin.
Este un alfabet de legătură între cel românesc și cel rusesc. A fost introdus mai ales pentru a sprijini teza sovietică a existenței limbii moldovenești. Cu toate acestea, românii care cunosc alfabetul chirilic înțeleg cuvintele scrise în acest alfabet chirilic simplificat și nu au nevoie de mijloace auxiliare ori cunoștințe speciale.

## Literele alfabetului chirilic moldovenesc
| Majuscule |   |   |   |   |   |   |   |   |   |   |   |   |   |   |  |
| A         | Б | В | Г | Д | Е | Ж | Ӂ | З | И | Й | К | Л | М | Н |  |
| О         | П | Р | С | Т | У | Ф | Х | Ц | Ч | Ш | Ы | Ь | Э | Ю |  |
| Я         |   |   |   |   |   |   |   |   |   |   |   |   |   |   |  |
|           |   |   |   |   |   |   |   |   |   |   |   |   |   |   |  |
| Minuscule |   |   |   |   |   |   |   |   |   |   |   |   |   |   |  |
| а         | б | в | г | д | е | ж | ӂ | з | и | й | к | л | м | н |  |
| о         | п | р | с | т | у | ф | х | ц | ч | ш | ы | ь | э | ю |  |
| я         |   |   |   |   |   |   |   |   |   |   |   |   |   |   |  |

Acest alfabet are 31 de caractere. În unele nume se recurge la utilizarea unor litere ca: Ъъ (Ă ă), Щщ (Șt, șt) (acestea prezente și în alfabetul chirilic bulgar, precum și în alfabetul chirilic românesc) și Ёё (IO, io, ca diftong).

## Text exemplu
| În chirilic: Привя ын заре кум пе мэрь Рэсаре ши стрэлуче, Пе мишкэтоареле кэрэрь Корэбий негре дуче. |  | În latin: Privea în zare cum pe mări Răsare și străluce, Pe mișcătoarele cărări Corăbii negre duce. |

(Mihai Eminescu, Luceafărul)

## Reguli aproximative de transliterare
С = К (nu înaintea vocalelor).
CA = КА.
CĂ = КЭ.
CÂ = КЫ.
CE = ЧЕ.
CEA = ЧА (în rădăcina cuvint; ex: ча́фэ/ceáfă, ча́пэ/ceápă, чарэ/ceară, ча́й/ceái, часо́рник/ceasórnic; excepție: ачя́/aceá, чя/cea, чя́лалтэ/ceálaltă), -ЧЯ- (în substantive, verbe și adjective derivate; ex: зи́чя/zícea, па́чя/pácea, чи́нчя/cíncea, ынчя́пэ/înceápă, продучя́/produceá; excepție: ача́стэ/aceástă, дулча́цэ/dulceáță).
CHEA = КЯ (ex: кяг/cheag, урéкя|uréchea, ынтортокя́т/întortocheát, тиникя́/tinicheá).
CHIA = КЯ (ex: кяр/chiar, демакя́/demachiá)
CI = ЧИ (de оbicei), ЧЬ (ca ultimă literă a unui cuvânt, dacă nu еste аccentuat), Ч/ЧЬ (ca ultimă literă a unui cuvânt, dacă acesta corespunde șablonului: ...ci (singular) ~ ...ci (plural); ex: Koпoло́вичь/Kopolóvici).
CIA = ЧИА.
CIO = ЧО.
CIU = ЧУ.
CO = КО.
CU = КУ.
E = Е.
EA = Я (dacă se citește ca un singur sunet [ʲa] sau [e̯a], ex: бя́тэ/bеátă), ЕА (dacă sunt două sunete; ex: реа́л/reál și креа́т/creát).
EEA = ЕЯ.
EIE = ЕЕ (fon. [e-ie], de ex.: ке́е/chéie),
G = Г (dar nu înaintea vocalelor).
GE = ӁЕ.
GEA = ӁЯ (de obicei), ӁА (sau, mai rar; ex: Азербайӂа́н/Azerbaidján).
GI = ӁИ (de оbicei), ӁЬ (ca ultimă literă a unui cuvânt, dacă nu еste аccentuat). 
GIA = ӁИА, ӁИЯ
GIO = ӁИО (de obicei), -ӁЬО- (sau, mai rar; ex: palavragioaică/палавраӂьоайкэ, ӂьо́с/giós).
GIU = ӁИУ.
H = Х (nu sе scrie după C și G).
I = И (de obicei), -Ь (la sfârșitul unui cuvânt, dacă nu se accentuează (i semivocalic)), -Й (la sfârșitul unui cuvânt, după vocale (i semivocalic)).
IA = Я (la începutul unui cuvânt și după vocale), -ИЯ (în cuvinte ca: Ромыни́я/Românía); în verbe: detalía/детали́я), -ИА- (în cuvinte împrumutate; ex: Дамиа́н/Damián), -ЬЯ- (doar în: бья́тэ/biátă), -ИА- (în cuvinte locale).
IE = Е (la începutul unui cuvânt și după vocale), ИЕ (în cuvinte ca: теори́е/teoríe), ЬЕ (de obicei în cuvinte locale: пьерду́т/pierdút), ИЕ (în cuvinte împrumutate: Униуня Совие́тикэ/Uniunea Soviétică).
II = ИЙ (ca ultime litere ale unui cuvânt), -ИИ- (în interiorul unui cuvânt).
III = ИИЙ (ca ultime litere ale unui cuvânt, ex: копиий/copiii).
IO = ЙО (sau, mai rar; ex: йод/iod, Йо́рдан/Iórdan, пло́йос/plóios, майо́р/maiór), ИО (la începutul unui cuvânt), ЙО (după vocale), ИО (normal).
IU = ИУ (ex: интерви́у/intervíu; în sufixul -циуне (-țiune); ex: акциу́не/acțiúne), Ю (la începutul unui cuvânt), Ю (dacă sе citește cа [ʲu]: óchiul/о́кюл), ЬЮ (în cuvinte împrumutate: и́нтервью/interview).
X = КС [ks], КЗ [gz].